# Ceropegia decidua
Ceropegia decidua ist eine Pflanzenart aus der Unterfamilie der Seidenpflanzengewächse (Asclepiadoideae).

## Beschreibung

### Erscheinungsbild und Blatt
Ceropegia decidua ist eine ausdauernde krautige Pflanze. Als Überdauerungsorgan wird eine leicht abgeflachte, bei einem Durchmesser von 3 bis 6 cm kugelige Wurzelknolle gebildet. Gelegentlich werden auch Nebenknollen oberhalb der Hauptknolle ausgebildet. Jährlich wird je eine Sprossachse pro Knolle neu gebildet. Die nur an der Basis sehr gering verzweigten Sprossachsen winden und klettern nur wenig; sie sind spärlich behaart, messen 1 bis 2 mm im Durchmesser und werden bis etwa 40 cm lang.  Die Laubblätter sind nur kurz gestielt. Die fleischigen Blattspreiten sind bei einer Länge von etwa 2 cm und einer Breite von etwa 1 cm breit eiförmig bis lanzettlich. Die Laubblätter sind mit borstig behaart und hinfällig; sie fallen meist bereits vor dem Einsetzen der Anthese ab.

### Blütenstand und Blüte
Der nur kurz gestielte Blütenstand enthält nur zwei bis vier Blüten. Die Blüten innerhalb eines Blütenstandes öffnen sich nacheinander. Die Blütenstiele sind mit einer Länge von bis 10 mm relativ kurz. Die zwittrigen Blüten sind zygomorph und fünfzählig mit doppelter Blütenhülle. Die fünf Kelchblätter sind bei einer Länge von etwa 2 mm lanzettlich. Die aufrechte Blütenkrone ist 2,2 bis 2,6 cm lang. Die fünf Kronblätter sind in über drei Viertel der Länge zu einer geraden oder nur ganz leicht gebogenen außen glatten Kronröhre (Sympetalie) verwachsen. Der „Kronkessel“ ist eiförmig und misst 5 bis 7 in der Länge und 3,5 mm im Durchmesser. Die Kronröhre ist außen bräunlich gefärbt. Der „Kronkessel“ ist innen grünlich-purpurfarbenen und mit Papillen versehen. Die eigentliche Kronröhre ist über dem Kronkessel auf 2 mm Durchmesser verengt und erweitert sich zur Mündung der Kronröhre kaum; diese ist innen behaart. Die aufrechten Kronblattzipfel sind linealisch-löffelförmig und 4 bis 6 mm. Die Zipfel sind nur in der Mitte entlang der Längsachse nach außen gebogen. Die Spitzen sind miteinander verwachsen und bilden eine käfigartige, eiförmige Struktur, deren oberes Ende abgeflacht ist; sie sind innen purpurfarben und die Ränder sind purpurfarbenen Haaren besetzt. Die ungestielte Nebenkrone ist an der Basis becherartig verwachsen und besitzt eine Länge von 2,5 mm sowie einen Durchmesser von ebenfalls 2,5 mm. Die Zipfel der interstaminalen Nebenkrone sind zu tiefen, eiförmigen Taschen umgebildet, die Seiten sind der Basis der staminalen Nebenkrone verwachsen. Sie stehen aufrecht, überragen das Gynostegium und sind am oberen Ende stumpf dreieckig; der obere Rand ist oft gekerbt. Die Zipfel der staminalen inneren Nebenkrone sind etwa 2 mm lang, löffelförmig stehen aufrecht und neigen sich dann zusammen. Die Spitzen sind wiederum leicht zurückgebogen. Die Pollinien messen 0,25 mm im Durchmesser.

### Frucht und Samen
Die Balgfrüchte sind bei einer Länge von 5 bis 6 cm und bei einem Durchmesser von 2 bis 3 mm schlank spindelig. Angaben zu Samen liegen nicht vor.

### Ähnliche Arten
Die Blütenkrone von Ceropegia decidua ähnelt der Blütenkrone von Ceropegia occulta.

## Verbreitung
Das Verbreitungsgebiet von Ceropegia decidua erstreckt sich über die südafrikanischen Provinzen Nordkap und Gauteng bis nach Eswatini. Dabei ersetzt die Unterart Ceropegia decidua subsp. pretoriensis die Unterart Ceropegia decidua subsp. decidua in Gauteng.

## Systematik
Die Erstbeschreibung von Ceropegia decidua erfolgte 1951 durch Eileen Adelaide Bruce im 6. Band der Zeitschrift Bothalia, S. 213.
Es handelt sich um eine variable Art von der derzeit zwei Unterarten gültig beschrieben sind:
- Ceropegia decidua E.A.Bruce subsp. decidua
- Ceropegia decidua subsp. pretoriensis R.A.Dyer. Diese Unterart unterscheidet sich von der Nominatform dadurch, dass sie meist kleiner (bis 25 cm) und nur schwach windend ist. Die Blattspreiten sind eiförmig bis elliptisch, zugespitzt und nur bis 1,5 cm lang und 1 cm breit. Der Blütenstand besteht meist aus nur ein bis drei Blüten und die Kelchblätter sind eher dreieckig. Die Kronröhre ist mit 2 bis 2,4 cm Länge im Durchschnitt etwas kleiner. Der „Kronkessel“ ist eher kugelig und misst 3,5 × 3,5 mm; die Papillen im Innern sind etwas gröber. Die eigentliche Kronröhre ist etwas stärker eingeengt (bis auf 1,5 mm Durchmesser). Die Kronblattzipfel sind linealisch. Dabei sind die Lamina der Zipfel basal entlang der Mittelrippe zurückgebogen, zu den Enden zu praktisch nicht. Sie bilden einen eiförmigen, zum Ende eher kegeligen Käfig. Die Zipfel sind an der Basis purpurfarben, zu den Enden zu grünlich und unbehaart. Die schüsselförmige Nebenkrone ist in der Aufsicht fünfeckig und mit 2,5 × 2,5 mm etwas kleiner. Die Zipfel der interstaminalen Nebenkrone sind zu flachen, ausgestellten Taschen umgebildet und so lang wie das Gynostegium. Die Ränder verlaufen waagrecht und sind glatt. Die Zipfel der staminalen Nebenkrone sind mit 1,5 mm etwas kürzer.

## Belege